# Харпер (округ, Оклахома)
Округ Харпер (англ. Harper County) располагается в штате Оклахома, США. Официально образован в 1907 году. По состоянию на 2012 год, численность населения составляла 3676 человек.

## География
По данным Бюро переписи США, общая площадь округа равняется 2696,193 км2, из которых 2691,013 км2 суша и 5,180 км2 или 0,190 % это водоемы.

## Население
По данным переписи населения 2000 года в округе проживает 3 562 жителей в составе 1 509 домашних хозяйств и 1 030 семей. Плотность населения составляет 1,00 человек на км2. На территории округа насчитывается 1 863 жилых строений, при плотности застройки около 1,00-ти строений на км2. Расовый состав населения: белые — 95,87 %, афроамериканцы — 0,03 %, коренные американцы (индейцы) — 0,93 %, азиаты — 0,08 %, гавайцы — 0,03 %, представители других рас — 2,36 %, представители двух или более рас — 0,70 %. Испаноязычные составляли 5,64 % населения независимо от расы.
В составе 28,00 % из общего числа домашних хозяйств проживают дети в возрасте до 18 лет, 58,60 % домашних хозяйств представляют собой супружеские пары проживающие вместе, 6,50 % домашних хозяйств представляют собой одиноких женщин без супруга, 31,70 % домашних хозяйств не имеют отношения к семьям, 29,20 % домашних хозяйств состоят из одного человека, 15,60 % домашних хозяйств состоят из престарелых (65 лет и старше), проживающих в одиночестве. Средний размер домашнего хозяйства составляет 2,33 человека, и средний размер семьи 2,87 человека.
Возрастной состав округа: 23,30 % моложе 18 лет, 6,40 % от 18 до 24, 23,40 % от 25 до 44, 25,20 % от 45 до 64 и 25,20 % от 65 и старше. Средний возраст жителя округа 43 лет. На каждые 100 женщин приходится 96,60 мужчин. На каждые 100 женщин старше 18 лет приходится 95,20 мужчин.
Средний доход на домохозяйство в округе составлял 33 705 USD, на семью — 40 907 USD. Среднестатистический заработок мужчины был 27 896 USD против 20 784 USD для женщины. Доход на душу населения составлял 18 011 USD. Около 7,10 % семей и 10,20 % общего населения находились ниже черты бедности, в том числе — 15,90 % молодёжи (тех, кому ещё не исполнилось 18 лет) и 4,00 % тех, кому было уже больше 65 лет.